# Gemaal De Nieuwe Horn
De Nieuwe Horn is een poldergemaal. Het ligt in de Culemborgse Vliet aan de Diefdijk in Acquoy in de Nederlandse provincie Gelderland. Het gemaal werd in 1961 in gebruik genomen en nam de taak over van Gemaal De Oude Horn.
In juli 2007 hebben grote hoeveelheden neerslag gezorgd voor wateroverlast in het gebied tussen de Lek en de Linge. Uit onderzoek bleek dat het gemaal onvoldoende capaciteit had. Tussen 2010 en 2012 is de capaciteit vergroot, zijn er faciliteiten gemaakt die de vismigratie beter mogelijk maken en verder werd groot onderhoud gepleegd aan het gebouw en de installaties.
In het gemaal staan twee verticale pompschroeven elk met een capaciteit van 250 m³ per minuut.